# Stenomalina dercyllus
Stenomalina dercyllus är en stekelart som först beskrevs av Walker 1839.  Stenomalina dercyllus ingår i släktet Stenomalina och familjen puppglanssteklar. Inga underarter finns listade i Catalogue of Life.